# Phonotimpus boneti
Espèce
Phonotimpus boneti est une espèce d'araignées aranéomorphes de la famille des Phrurolithidae.

## Distribution
Cette espèce est endémique du Nuevo León au Mexique,. Elle se rencontre vers Monterrey.

## Description
Le mâle holotype mesure 1,68 mm et la femelle paratype 1,80 mm.

## Systématique et taxinomie
Cette espèce a été décrite par Platnick, Chamé-Vázquez et Ibarra-Núñez en 2022.

## Étymologie
Cette espèce est nommée en l'honneur de Federico Bonet Marco.

## Publication originale
- Platnick, Chamé-Vázquez & Ibarra-Núñez, 2022 : « The guardstone spiders of the genus Phonotimpus Gertsch & Davis (Araneae: Phrurolithidae) from northeastern Mexico. » Zootaxa, no 5219(1), p. 1-48.